# Anomala rothschildti
Anomala rothschildti är en skalbaggsart som beskrevs av Ohaus 1912. Anomala rothschildti ingår i släktet Anomala och familjen Rutelidae. Inga underarter finns listade i Catalogue of Life.